# 商業周刊報導市售牛乳驗出禁藥事件
2013年11月底，臺灣雜誌《商業周刊》大篇幅報導市售的多家知名牛乳品牌的成分中含有不明化學物質殘留，指涉牛乳產品篩選過於寬鬆，牛乳安全性低。這篇報導刊出後引起社會關注，但被酪農、乳業、農委會及食藥署等抨擊其引述數據的檢驗方法、儀器與判讀方式不嚴謹、報導不詳盡與全面。最後，《商業周刊》於2013年11月27日在官網發出道歉聲明。

## 起源
2013年11月20日，《商業周刊》封面專題報導揭露台灣大部分的牛乳產品都檢測出不明化學物質殘留，報導中引用銘傳大學生物科技學系副教授陳良宇的報告，指出市面上超過六成以上的牛乳製品有不該出現的化學物質。頓時之間引起媒體的爭相引用。

## 爭議

### 21日（四）
- 產業界
  - 林鳳營牧場表示，牧場牛隻吃的全是進口乾草加入黃豆與玉米，牛隻飼料沒有添加抗生素[4]；
- 官方部門
  - 農委會公布，抽驗光泉牧場、統一企業、味全共七項乳品都未檢出禁用藥物[5]，質疑陳良宇的檢驗方式不夠精確[6]。防檢局局長張淑賢[7]、農委會畜牧處副處長朱慶誠說，希望儘速取得陳良宇研究報告的全文，以相同方式再做一次檢測[8]。
- 學術單位
  - 國立台灣大學動物科學技術學系教授徐濟泰、陳明汝澄清觀點。[9][10]；
- 商周回應
  - 六問農委會聲明[11]尤其反駁藥物的代謝物的藥物本物並非普拿疼[12]
  - 陳良宇的口述整理[13]

### 22日（五）
- 產業界
  - 台灣比菲多醱酵在農委會發佈檢驗其公司產品合格後，當天下午經理廖銘正於臺北地檢署對商業周刊針對民事損失按鈴提告[14][15][16]。

- 官方部門
  - 國家生技醫療科技政策研究中心與國家生技醫療產業策進會舉辦「革新與再造—2013台灣食品風險管理體檢論壇」[17]，台灣食品科學技術學會理事長謝至釧[18]
  - 食藥署副署長姜郁美[19][20]；
  - 前行政院衛生署署長葉金川暗批商周「黑心媒體」[21]
  - 農委會畜牧處副處長朱慶誠[22]，農委會畜牧處處長黃國青[23]。
  - 食藥署署長葉明功表示，食藥署已正式發函，要求銘傳大學、當事人、商周於11月23日16點以前提出合理說明，否則食藥署將依《行政執行法》第30條處以新台幣5千至30萬元怠金[24]。
- 學術單位
  - 陳明汝[25]
- 商周回應
  - 《商業周刊》品牌總監林秋寶[22]認為，實驗室符合中華民國國家標準，報告沒有問題，但為了保護該機構，故不會對外公布檢驗單位[26]。陳良宇在壹電視為自己的報告辯護，認為檢驗方法沒有問題[27]。同時，商周也質疑農委會以檢驗牛乳是否含普拿疼來證實牛乳未含止痛劑，請農委會公布生乳藥物殘留監測方法及項目[28]。

### 23日（六）
- 產業界
- 官方部門
- 學術單位與公民團體
  - 國立臺灣師範大學化學系教授吳家誠表示，陳良宇與商周曾經去找他，他聽過過程後認為，這篇是一名學生完成的檢驗報告，質疑不夠嚴謹[29][30][31]。
  - 環保人士方儉認為，這次事件是商周踩進了「不能說的秘密」[32]。
- 商周回應
  - 商周編輯劉佩修、陳良宇、民主進步黨立法委員趙天麟親自到食藥署遞交檢驗方法與詳細報告，由食藥署署長葉明功接下；食藥署表示，會於一週內邀請專家到場討論[33][34][35][36][37]。當場陳良宇也發表三項聲明：

1. 這份檢驗屬於學術報告，是基於社會責任來執行；
2. 他只是看到什麼檢驗結果就說什麼；
3. 他認為，檢驗代謝物是檢驗殘留物的好方法。

- 在商周官網上為報告做澄清，認為自己的報告可以打八十分。同時為求公正，會將樣品送至國外檢驗，並提出三點呼籲：

1. 對比過去政府檢驗塑化劑、銅葉綠素的精神，用兩至三周的時間，仔細依照銘傳大學副教授陳良宇的方法，對台灣的牛奶，再做一次徹底完整的檢驗。
2. 回應陳良宇的請求，積極建立牛奶相關檢測項目的標準品；
3. 坦誠面對所有鮮奶及牛奶裡的異常現象 。

- 商周總編輯郭奕伶發表公開信

### 24日（日）
- 產業界
- 官方部門
  - 食藥署要求商周補件[44][45][46]
- 學術單位
  - 杜宇[47]
  - 林樑妻子反應[48]
- 商周回應

### 25日（一）
- 產業界
- 官方部門
- 學術單位
- 商周回應

衛福部食藥署副署長姜郁美今在立院社福及衛還會備詢前接受媒體表示

	針對商業周刊「牛奶駭人」報導，食品藥物管理署稍早公布報導中八款乳品的檢驗結果，均未檢出任何禁藥殘留。
	除了味全木瓜調味乳在市面上未販售外，食藥署針對其他八款相同的乳品檢驗塑化劑、荷爾蒙、抗憂鬱劑、止痛劑及八十六種動物用藥，結果均未檢出任何殘留。
	由於商周上周六遞送的乳品檢驗報告有四大缺失，食藥署也於稍早函請商周在本週三下午五點前完成補件。

	針對商業周刊遞交乳品檢驗資料，衛福部食藥署今天表示，雖銘傳大學生物科技系副教授陳良宇的檢驗方法，專家學者認為有疑慮，不過，除原有動物用藥殘留檢測外，未來擬每年針對可能使用的藥品作監控，因農委會已展開酪農調查，例如若發現確實使用抗憂鬱劑、避孕藥等，食藥署抽驗市售鮮乳時就會加以監控。
	食藥署副署長姜郁美表示，商業周刊此次引用的研究報告，雖專家認為有疑慮，但為了民眾健康，未來鮮乳檢驗項目，研擬每年針對酪農可能會使用的藥品監控。至於檢驗那些項目？因農委會已經展開酪農的全面調查，會等農委會調查結果，例如調查確實發現有使用抗憂鬱劑等，會研擬設定此目標加以監控。